# Tour de Scandinavie féminin 2022
La 1re édition du Tour de Scandinavie féminin a lieu du 9 au 14 août 2021. Elle fait partie de l'UCI World Tour.
Marianne Vos gagne les trois premières étapes au sprint. Sur la quatrième étapes, Alice Barnes et Alexandra Manly sortent à onze kilomètres de l'arrivée. Manly lève les bras. Sur l'étape reine, Cecilie Uttrup Ludwig devance Liane Lippert. Marianne Vos remporte la dernière étape. Cecilie Uttrup Ludwig, Liane Lippert et Alexandra Manly sont dans cet ordre sur le podium final. Alison Jackson gagne le classement par points, Amber Kraak celui de la montagne, Neve Bradbury celui des jeunes et la formation DSM celui de la meilleure équipe.

## Parcours
Le parcours est globalement plat. Seule la cinquième étape, arrivant au sommet à Norefjell, présente de la difficulté.

## Équipes
| UCI Women's WorldTeams (12)- Team BikeExchange-Jayco - Canyon-SRAM Racing - FDJ-Suez - Team Jumbo-Visma - Liv Racing Xstra - Movistar Team - Roland Cogeas-Edelweiss Squad - Team DSM - SD Worx - Trek-Segafredo - Uno-X Pro Cycling Team - UAE Team ADQ Équipes féminines continentales (6)- AG Insurance NXTG - Coop-Hitec Products - Le col-Wahoo - Plantur-Pura - Parkhotel Valkenburg - Valcar-Travel & Service Équipes nationales (2)- Danemark - Norvège |
| |

## Étapes
| Étape     | Date    | Villes étapes         | type              | Distance (km) | Dénivelé (m) | Vainqueur d'étape     | Leader du classement général |
| --------- | ------- | --------------------- | ----------------- | ------------- | ------------ | --------------------- | ---------------------------- |
| 1re étape | 9 août  | Copenhague – Elseneur | étape de plaine   | 145,6         | 783 m        | Marianne Vos          | Marianne Vos                 |
| 2e étape  | 10 août | Orust – Strömstad     | étape de plaine   | 153,8         | 1 582 m      | Marianne Vos          | Marianne Vos                 |
| 3e étape  | 11 août | Moss – Sarpsborg      | étape de plaine   | 118,9         | 1 010 m      | Marianne Vos          | Marianne Vos                 |
| 4e étape  | 12 août | Askim – Mysen         | étape vallonnée   | 119,2         | 1 073 m      | Alexandra Manly       | Marianne Vos                 |
| 5e étape  | 13 août | Vikersund – Norefjell | étape de montagne | 127,4         | 1 903 m      | Cecilie Uttrup Ludwig | Cecilie Uttrup Ludwig        |
| 6e étape  | 14 août | Lillestrøm – Halden   | étape de plaine   | 153,4         | 1 386 m      | Marianne Vos          | Cecilie Uttrup Ludwig        |

## Favorites
En l'absence d'Annemiek van Vleuten, qui avait gagné le Tour de Norvège 2021, Demi Vollering fait figure de principale favorite. Cecilie Uttrup Ludwig joue à domicile et peut également s'imposer, tout comme Lucinda Brand, Neve Bradbury ou Liane Lippert.

## Déroulement de la course

### 1reétape
Il n'y a pas d'échappée durant l'étape. Après le sommet de l'ascension dans le dernier tour, Demi Vollering, Marianne Vos, Cecilie Uttrup Ludwig et Floortje Mackaij attaquent, mais sans succès. Eva van Agt, Blanka Vas, Lucinda Brand et Valerie Demey contrent, mais le peloton est vigilant. Marianne Vos remporte le sprint devant Megan Jastrab.
| \| Classement de l'étape \| Classement de l'étape \| Classement de l'étape \| Classement de l'étape \| Classement de l'étape \| \| Coureuse \| Coureuse \| Pays \| Équipe \| Temps \| \| --------------------- \| --------------------- \| --------------------- \| ----------------------------- \| --------------------- \| \| 1re \| Marianne Vos \| Pays-Bas \| Team Jumbo-Visma \| 3 h 37 min 16 s \| \| 2e \| Megan Jastrab \| États-Unis \| Team DSM \| + 0 s \| \| 3e \| Shari Bossuyt \| Belgique \| Canyon-SRAM Racing \| + 0 s \| \| 4e \| Linda Riedmann \| Allemagne \| Team Jumbo-Visma \| + 0 s \| \| 5e \| Karolina Kumięga \| Pologne \| Valcar-Travel & Service \| + 0 s \| \| 6e \| Amalie Dideriksen \| Danemark \| Trek-Segafredo \| + 0 s \| \| 7e \| Tamara Dronova \| Russie \| Roland Cogeas-Edelweiss Squad \| + 0 s \| \| 8e \| Gladys Verhulst \| France \| Le Col-Wahoo \| + 0 s \| \| 9e \| Emilia Fahlin \| Suède \| FDJ-Suez-Futuroscope \| + 0 s \| \| 10e \| Sofia Bertizzolo \| Italie \| UAE Team ADQ \| + 0 s \| |                   |            |                               |                 |
| |                   |            |                               |                 |
| Source : ProCyclingStats |                   |            |                               |                 |
| Classement de l'étape |                   |            |                               |                 |
| Coureuse | Coureuse          | Pays       | Équipe                        | Temps           |
| 1re | Marianne Vos      | Pays-Bas   | Team Jumbo-Visma              | 3 h 37 min 16 s |
| 2e | Megan Jastrab     | États-Unis | Team DSM                      | + 0 s           |
| 3e | Shari Bossuyt     | Belgique   | Canyon-SRAM Racing            | + 0 s           |
| 4e | Linda Riedmann    | Allemagne  | Team Jumbo-Visma              | + 0 s           |
| 5e | Karolina Kumięga  | Pologne    | Valcar-Travel & Service       | + 0 s           |
| 6e | Amalie Dideriksen | Danemark   | Trek-Segafredo                | + 0 s           |
| 7e | Tamara Dronova    | Russie     | Roland Cogeas-Edelweiss Squad | + 0 s           |
| 8e | Gladys Verhulst   | France     | Le Col-Wahoo                  | + 0 s           |
| 9e | Emilia Fahlin     | Suède      | FDJ-Suez-Futuroscope          | + 0 s           |
| 10e | Sofia Bertizzolo  | Italie     | UAE Team ADQ                  | + 0 s           |

| \| Classement général \| Classement général \| Classement général \| Classement général \| Classement général \| \| Coureuse \| Coureuse \| Pays \| Équipe \| Temps \| \| ------------------ \| ------------------ \| ------------------ \| ----------------------------- \| ------------------ \| \| 1re \| Marianne Vos \| Pays-Bas \| Team Jumbo-Visma \| 3 h 37 min 06 s \| \| 2e \| Megan Jastrab \| États-Unis \| Team DSM \| + 4 s \| \| 3e \| Shari Bossuyt \| Belgique \| Canyon-SRAM Racing \| + 6 s \| \| 4e \| Linda Riedmann \| Allemagne \| Team Jumbo-Visma \| + 10 s \| \| 5e \| Karolina Kumięga \| Pologne \| Valcar-Travel & Service \| + 10 s \| \| 6e \| Amalie Dideriksen \| Danemark \| Trek-Segafredo \| + 10 s \| \| 7e \| Tamara Dronova \| Russie \| Roland Cogeas-Edelweiss Squad \| + 10 s \| \| 8e \| Gladys Verhulst \| France \| Le Col-Wahoo \| + 10 s \| \| 9e \| Emilia Fahlin \| Suède \| FDJ-Suez-Futuroscope \| + 10 s \| \| 10e \| Sofia Bertizzolo \| Italie \| UAE Team ADQ \| + 10 s \| |                   |            |                               |                 |
| |                   |            |                               |                 |
| Source : ProCyclingStats |                   |            |                               |                 |
| Classement général |                   |            |                               |                 |
| Coureuse | Coureuse          | Pays       | Équipe                        | Temps           |
| 1re | Marianne Vos      | Pays-Bas   | Team Jumbo-Visma              | 3 h 37 min 06 s |
| 2e | Megan Jastrab     | États-Unis | Team DSM                      | + 4 s           |
| 3e | Shari Bossuyt     | Belgique   | Canyon-SRAM Racing            | + 6 s           |
| 4e | Linda Riedmann    | Allemagne  | Team Jumbo-Visma              | + 10 s          |
| 5e | Karolina Kumięga  | Pologne    | Valcar-Travel & Service       | + 10 s          |
| 6e | Amalie Dideriksen | Danemark   | Trek-Segafredo                | + 10 s          |
| 7e | Tamara Dronova    | Russie     | Roland Cogeas-Edelweiss Squad | + 10 s          |
| 8e | Gladys Verhulst   | France     | Le Col-Wahoo                  | + 10 s          |
| 9e | Emilia Fahlin     | Suède      | FDJ-Suez-Futuroscope          | + 10 s          |
| 10e | Sofia Bertizzolo  | Italie     | UAE Team ADQ                  | + 10 s          |

### 2eétape
La météo est venteuse. Après le prix des monts à quarante-cinq kilomètres de l'arrivée, plusieurs coureuses tentent de sortir, mais elles sont reprises au bout de quelques kilomètres. La formation DSM accélère à onze kilomètres de l'arrivée, le peloton reste néanmoins groupé. Marianne Vos, un temps distancée, parvient à revenir pour gagner le sprint.
| \| Classement de l'étape \| Classement de l'étape \| Classement de l'étape \| Classement de l'étape \| Classement de l'étape \| \| Coureuse \| Coureuse \| Pays \| Équipe \| Temps \| \| --------------------- \| --------------------- \| --------------------- \| ----------------------------- \| --------------------- \| \| 1re \| Marianne Vos \| Pays-Bas \| Team Jumbo-Visma \| 3 h 46 min 42 s \| \| 2e \| Emilia Fahlin \| Suède \| FDJ-Suez-Futuroscope \| + 0 s \| \| 3e \| Barbara Guarischi \| Italie \| Movistar Team \| + 0 s \| \| 4e \| Megan Jastrab \| États-Unis \| Team DSM \| + 0 s \| \| 5e \| Alexandra Manly \| Australie \| Team BikeExchange-Jayco \| + 0 s \| \| 6e \| Tamara Dronova \| Russie \| Roland Cogeas-Edelweiss Squad \| + 0 s \| \| 7e \| Floortje Mackaij \| Pays-Bas \| Team DSM \| + 0 s \| \| 8e \| Shari Bossuyt \| Belgique \| Canyon-SRAM Racing \| + 0 s \| \| 9e \| Amalie Dideriksen \| Danemark \| Trek-Segafredo \| + 0 s \| \| 10e \| Demi Vollering \| Pays-Bas \| SD Worx \| + 0 s \| |                   |            |                               |                 |
| |                   |            |                               |                 |
| Source : ProCyclingStats |                   |            |                               |                 |
| Classement de l'étape |                   |            |                               |                 |
| Coureuse | Coureuse          | Pays       | Équipe                        | Temps           |
| 1re | Marianne Vos      | Pays-Bas   | Team Jumbo-Visma              | 3 h 46 min 42 s |
| 2e | Emilia Fahlin     | Suède      | FDJ-Suez-Futuroscope          | + 0 s           |
| 3e | Barbara Guarischi | Italie     | Movistar Team                 | + 0 s           |
| 4e | Megan Jastrab     | États-Unis | Team DSM                      | + 0 s           |
| 5e | Alexandra Manly   | Australie  | Team BikeExchange-Jayco       | + 0 s           |
| 6e | Tamara Dronova    | Russie     | Roland Cogeas-Edelweiss Squad | + 0 s           |
| 7e | Floortje Mackaij  | Pays-Bas   | Team DSM                      | + 0 s           |
| 8e | Shari Bossuyt     | Belgique   | Canyon-SRAM Racing            | + 0 s           |
| 9e | Amalie Dideriksen | Danemark   | Trek-Segafredo                | + 0 s           |
| 10e | Demi Vollering    | Pays-Bas   | SD Worx                       | + 0 s           |

| \| Classement général \| Classement général \| Classement général \| Classement général \| Classement général \| \| Coureuse \| Coureuse \| Pays \| Équipe \| Temps \| \| ------------------ \| ------------------ \| ------------------ \| ----------------------------- \| ------------------ \| \| 1re \| Marianne Vos \| Pays-Bas \| Team Jumbo-Visma \| 7 h 23 min 38 s \| \| 2e \| Megan Jastrab \| États-Unis \| Team DSM \| + 14 s \| \| 3e \| Emilia Fahlin \| Suède \| FDJ-Suez-Futuroscope \| + 14 s \| \| 4e \| Shari Bossuyt \| Belgique \| Canyon-SRAM Racing \| + 16 s \| \| 5e \| Barbara Guarischi \| Italie \| Movistar Team \| + 16 s \| \| 6e \| Tamara Dronova \| Russie \| Roland Cogeas-Edelweiss Squad \| + 20 s \| \| 7e \| Amalie Dideriksen \| Danemark \| Trek-Segafredo \| + 20 s \| \| 8e \| Floortje Mackaij \| Pays-Bas \| Team DSM \| + 20 s \| \| 9e \| Alexandra Manly \| Australie \| Team BikeExchange-Jayco \| + 20 s \| \| 10e \| Margaux Vigié \| France \| Valcar-Travel & Service \| + 20 s \| |                   |            |                               |                 |
| |                   |            |                               |                 |
| Source : ProCyclingStats |                   |            |                               |                 |
| Classement général |                   |            |                               |                 |
| Coureuse | Coureuse          | Pays       | Équipe                        | Temps           |
| 1re | Marianne Vos      | Pays-Bas   | Team Jumbo-Visma              | 7 h 23 min 38 s |
| 2e | Megan Jastrab     | États-Unis | Team DSM                      | + 14 s          |
| 3e | Emilia Fahlin     | Suède      | FDJ-Suez-Futuroscope          | + 14 s          |
| 4e | Shari Bossuyt     | Belgique   | Canyon-SRAM Racing            | + 16 s          |
| 5e | Barbara Guarischi | Italie     | Movistar Team                 | + 16 s          |
| 6e | Tamara Dronova    | Russie     | Roland Cogeas-Edelweiss Squad | + 20 s          |
| 7e | Amalie Dideriksen | Danemark   | Trek-Segafredo                | + 20 s          |
| 8e | Floortje Mackaij  | Pays-Bas   | Team DSM                      | + 20 s          |
| 9e | Alexandra Manly   | Australie  | Team BikeExchange-Jayco       | + 20 s          |
| 10e | Margaux Vigié     | France     | Valcar-Travel & Service       | + 20 s          |

### 3eétape
Elena Pirrone et Josie Nelson s'échappent en début d'étape. Elles comptent jusqu'à trois minutes trente d'avance sur le peloton. BikeExchange mène la chasse. Lourdes Oyarbide sort du peloton et effectue la jonction sur les échappées. Pirrone puis Nelson sont distancées. Oyarbide est reprise juste avant l'arrivée sur le circuit. À quatre tours de la ligne, Alice Barnes attaque. Mie Ottestad tente de la rejoindre, mais n'y parvient pas. Barnes est reprise peu après l'entame du dernier tour. Les attaques s'enchaînent alors avec : Anouska Koster, Blanka Vas, Floortje Mackaij, Lucinda Brand, Tamara Dronova ou Sofia Bertizzolo, mais le peloton contrôle. Dans la sprint en côte, Cecilie Uttrup Ludwig lance à cent quatre-vingt mètres, mais est doublée par Marianne Vos.
| \| Classement de l'étape \| Classement de l'étape \| Classement de l'étape \| Classement de l'étape \| Classement de l'étape \| \| Coureuse \| Coureuse \| Pays \| Équipe \| Temps \| \| --------------------- \| --------------------- \| --------------------- \| ----------------------- \| --------------------- \| \| 1re \| Marianne Vos \| Pays-Bas \| Team Jumbo-Visma \| 3 h 04 min 40 s \| \| 2e \| Cecilie Uttrup Ludwig \| Danemark \| FDJ-Suez-Futuroscope \| + 0 s \| \| 3e \| Shari Bossuyt \| Belgique \| Canyon-SRAM Racing \| + 0 s \| \| 4e \| Alexandra Manly \| Australie \| Team BikeExchange-Jayco \| + 0 s \| \| 5e \| Gladys Verhulst \| France \| Le Col-Wahoo \| + 0 s \| \| 6e \| Lucinda Brand \| Pays-Bas \| Trek-Segafredo \| + 0 s \| \| 7e \| Sofia Bertizzolo \| Italie \| UAE Team ADQ \| + 0 s \| \| 8e \| Yara Kastelijn \| Pays-Bas \| Plantur-Pura \| + 0 s \| \| 9e \| Floortje Mackaij \| Pays-Bas \| Team DSM \| + 0 s \| \| 10e \| Marthe Truyen \| Belgique \| Plantur-Pura \| + 0 s \| |                       |           |                         |                 |
| |                       |           |                         |                 |
| Source : ProCyclingStats |                       |           |                         |                 |
| Classement de l'étape |                       |           |                         |                 |
| Coureuse | Coureuse              | Pays      | Équipe                  | Temps           |
| 1re | Marianne Vos          | Pays-Bas  | Team Jumbo-Visma        | 3 h 04 min 40 s |
| 2e | Cecilie Uttrup Ludwig | Danemark  | FDJ-Suez-Futuroscope    | + 0 s           |
| 3e | Shari Bossuyt         | Belgique  | Canyon-SRAM Racing      | + 0 s           |
| 4e | Alexandra Manly       | Australie | Team BikeExchange-Jayco | + 0 s           |
| 5e | Gladys Verhulst       | France    | Le Col-Wahoo            | + 0 s           |
| 6e | Lucinda Brand         | Pays-Bas  | Trek-Segafredo          | + 0 s           |
| 7e | Sofia Bertizzolo      | Italie    | UAE Team ADQ            | + 0 s           |
| 8e | Yara Kastelijn        | Pays-Bas  | Plantur-Pura            | + 0 s           |
| 9e | Floortje Mackaij      | Pays-Bas  | Team DSM                | + 0 s           |
| 10e | Marthe Truyen         | Belgique  | Plantur-Pura            | + 0 s           |

| \| Classement général \| Classement général \| Classement général \| Classement général \| Classement général \| \| Coureuse \| Coureuse \| Pays \| Équipe \| Temps \| \| ------------------ \| --------------------- \| ------------------ \| ----------------------- \| ------------------ \| \| 1re \| Marianne Vos \| Pays-Bas \| Team Jumbo-Visma \| 10 h 28 min 08 s \| \| 2e \| Shari Bossuyt \| Belgique \| Canyon-SRAM Racing \| + 22 s \| \| 3e \| Cecilie Uttrup Ludwig \| Danemark \| FDJ-Suez-Futuroscope \| + 24 s \| \| 4e \| Alexandra Manly \| Australie \| Team BikeExchange-Jayco \| + 30 s \| \| 5e \| Floortje Mackaij \| Pays-Bas \| Team DSM \| + 30 s \| \| 6e \| Sofia Bertizzolo \| Italie \| UAE Team ADQ \| + 30 s \| \| 7e \| Megan Jastrab \| États-Unis \| Team DSM \| + 30 s \| \| 8e \| Gladys Verhulst \| France \| Le Col-Wahoo \| + 30 s \| \| 9e \| Margaux Vigié \| France \| Valcar-Travel & Service \| + 30 s \| \| 10e \| Marthe Truyen \| Belgique \| Plantur-Pura \| + 30 s \| |                       |            |                         |                  |
| |                       |            |                         |                  |
| Source : ProCyclingStats |                       |            |                         |                  |
| Classement général |                       |            |                         |                  |
| Coureuse | Coureuse              | Pays       | Équipe                  | Temps            |
| 1re | Marianne Vos          | Pays-Bas   | Team Jumbo-Visma        | 10 h 28 min 08 s |
| 2e | Shari Bossuyt         | Belgique   | Canyon-SRAM Racing      | + 22 s           |
| 3e | Cecilie Uttrup Ludwig | Danemark   | FDJ-Suez-Futuroscope    | + 24 s           |
| 4e | Alexandra Manly       | Australie  | Team BikeExchange-Jayco | + 30 s           |
| 5e | Floortje Mackaij      | Pays-Bas   | Team DSM                | + 30 s           |
| 6e | Sofia Bertizzolo      | Italie     | UAE Team ADQ            | + 30 s           |
| 7e | Megan Jastrab         | États-Unis | Team DSM                | + 30 s           |
| 8e | Gladys Verhulst       | France     | Le Col-Wahoo            | + 30 s           |
| 9e | Margaux Vigié         | France     | Valcar-Travel & Service | + 30 s           |
| 10e | Marthe Truyen         | Belgique   | Plantur-Pura            | + 30 s           |

### 4eétape
Il y a des tentatives d'échappée, mais aucune n'obtient de bon de sortie. Femke Markus sort à cinquante-sept kilomètres de l'arrivée. Elle est revue dix kilomètres plus loin. Sa coéquipière Mischa Bredewold contre avec Lourdes Oyarbide. Eluned King tente de les rejoindre, mais sans succès. L'échappée est reprise à environ trente-cinq kilomètres de la ligne. Valerie Demey et Nicole Steigenga sont les suivantes à sortir. Liane Lippert les reprend. À onze kilomètres du but, Alice Barnes attaque avec Alexandra Manly. Derrière une chute implique Demi Vollering et Niamh Fisher-Black. Elles débourseront plus de cinq minutes à l'arrivée. À l'avant, Anouska Koster, Chloe Hosking, Laura Tomasi et Neve Bradbury reviennent sur la tête à trois kilomètres et demi de l'arrivée. Au sprint, Alexandra Manly se montre la plus véloce. Le peloton termine dans le même temps.
| \| Classement de l'étape \| Classement de l'étape \| Classement de l'étape \| Classement de l'étape \| Classement de l'étape \| \| Coureuse \| Coureuse \| Pays \| Équipe \| Temps \| \| --------------------- \| --------------------- \| --------------------- \| ----------------------- \| --------------------- \| \| 1re \| Alexandra Manly \| Australie \| Team BikeExchange-Jayco \| 2 h 53 min 44 s \| \| 2e \| Chloe Hosking \| Australie \| Trek-Segafredo \| + 0 s \| \| 3e \| Laura Tomasi \| Italie \| UAE Team ADQ \| + 0 s \| \| 4e \| Alice Barnes \| Royaume-Uni \| Canyon-SRAM Racing \| + 0 s \| \| 5e \| Anouska Koster \| Pays-Bas \| Team Jumbo-Visma \| + 0 s \| \| 6e \| Marianne Vos \| Pays-Bas \| Team Jumbo-Visma \| + 0 s \| \| 7e \| Sofia Bertizzolo \| Italie \| UAE Team ADQ \| + 0 s \| \| 8e \| Lucinda Brand \| Pays-Bas \| Trek-Segafredo \| + 0 s \| \| 9e \| Emilia Fahlin \| Suède \| FDJ-Suez-Futuroscope \| + 0 s \| \| 10e \| Shari Bossuyt \| Belgique \| Canyon-SRAM Racing \| + 0 s \| |                  |             |                         |                 |
| |                  |             |                         |                 |
| Source : ProCyclingStats |                  |             |                         |                 |
| Classement de l'étape |                  |             |                         |                 |
| Coureuse | Coureuse         | Pays        | Équipe                  | Temps           |
| 1re | Alexandra Manly  | Australie   | Team BikeExchange-Jayco | 2 h 53 min 44 s |
| 2e | Chloe Hosking    | Australie   | Trek-Segafredo          | + 0 s           |
| 3e | Laura Tomasi     | Italie      | UAE Team ADQ            | + 0 s           |
| 4e | Alice Barnes     | Royaume-Uni | Canyon-SRAM Racing      | + 0 s           |
| 5e | Anouska Koster   | Pays-Bas    | Team Jumbo-Visma        | + 0 s           |
| 6e | Marianne Vos     | Pays-Bas    | Team Jumbo-Visma        | + 0 s           |
| 7e | Sofia Bertizzolo | Italie      | UAE Team ADQ            | + 0 s           |
| 8e | Lucinda Brand    | Pays-Bas    | Trek-Segafredo          | + 0 s           |
| 9e | Emilia Fahlin    | Suède       | FDJ-Suez-Futuroscope    | + 0 s           |
| 10e | Shari Bossuyt    | Belgique    | Canyon-SRAM Racing      | + 0 s           |

| \| Classement général \| Classement général \| Classement général \| Classement général \| Classement général \| \| Coureuse \| Coureuse \| Pays \| Équipe \| Temps \| \| ------------------ \| --------------------- \| ------------------ \| ----------------------- \| ------------------ \| \| 1re \| Marianne Vos \| Pays-Bas \| Team Jumbo-Visma \| 13 h 21 min 52 s \| \| 2e \| Alexandra Manly \| Australie \| Team BikeExchange-Jayco \| + 20 s \| \| 3e \| Shari Bossuyt \| Belgique \| Canyon-SRAM Racing \| + 22 s \| \| 4e \| Cecilie Uttrup Ludwig \| Danemark \| FDJ-Suez-Futuroscope \| + 24 s \| \| 5e \| Sofia Bertizzolo \| Italie \| UAE Team ADQ \| + 30 s \| \| 6e \| Floortje Mackaij \| Pays-Bas \| Team DSM \| + 30 s \| \| 7e \| Megan Jastrab \| États-Unis \| Team DSM \| + 30 s \| \| 8e \| Gladys Verhulst \| France \| Le Col-Wahoo \| + 30 s \| \| 9e \| Marthe Truyen \| Belgique \| Plantur-Pura \| + 30 s \| \| 10e \| Susanne Andersen \| Norvège \| Uno-X Pro Cycling Team \| + 30 s \| |                       |            |                         |                  |
| |                       |            |                         |                  |
| Source : ProCyclingStats |                       |            |                         |                  |
| Classement général |                       |            |                         |                  |
| Coureuse | Coureuse              | Pays       | Équipe                  | Temps            |
| 1re | Marianne Vos          | Pays-Bas   | Team Jumbo-Visma        | 13 h 21 min 52 s |
| 2e | Alexandra Manly       | Australie  | Team BikeExchange-Jayco | + 20 s           |
| 3e | Shari Bossuyt         | Belgique   | Canyon-SRAM Racing      | + 22 s           |
| 4e | Cecilie Uttrup Ludwig | Danemark   | FDJ-Suez-Futuroscope    | + 24 s           |
| 5e | Sofia Bertizzolo      | Italie     | UAE Team ADQ            | + 30 s           |
| 6e | Floortje Mackaij      | Pays-Bas   | Team DSM                | + 30 s           |
| 7e | Megan Jastrab         | États-Unis | Team DSM                | + 30 s           |
| 8e | Gladys Verhulst       | France     | Le Col-Wahoo            | + 30 s           |
| 9e | Marthe Truyen         | Belgique   | Plantur-Pura            | + 30 s           |
| 10e | Susanne Andersen      | Norvège    | Uno-X Pro Cycling Team  | + 30 s           |

### 5eétape
Esmée Peperkamp s'échappe en début d'étape. Elle est reprise après le premier prix des monts. À soixante-six kilomètres de l'arrivée, Sarah Roy attaque. Elle est rejointe par cinq autres coureuses, mais la coopération est mauvaise et elles sont reprises. Sophie Wright part alors seule. Son avance atteint deux minutes vingt. Valerie Demey part en poursuite, mais ne peut la rejoindre. Un regroupement général a lieu à quatorze kilomètres de l'arrivée. Les formations FDJ-Suez et Canyon-SRAM mènent le rythme dans les premières rampes de la difficulté finale. À cinq kilomètres de l'arrivée, le peloton se résume à douze coureuses. Dans la partie la plus raide, à trois kilomètres de l'arrivée, Neve Bradbury passe à l'offensive. Elle est suivie par Liane Lippert, Cecilie Uttrup Ludwig et Anouska Koster. Lippert et Uttrup Ludwig accélèrent et se disputent la victoire. Cecilie Uttrup Ludwig s'impose dans les derniers mètres. Elle prend la tête du classement général.
| \| Classement de l'étape \| Classement de l'étape \| Classement de l'étape \| Classement de l'étape \| Classement de l'étape \| \| Coureuse \| Coureuse \| Pays \| Équipe \| Temps \| \| --------------------- \| --------------------- \| --------------------- \| ----------------------------- \| --------------------- \| \| 1re \| Cecilie Uttrup Ludwig \| Danemark \| FDJ-Suez-Futuroscope \| 3 h 26 min 24 s \| \| 2e \| Liane Lippert \| Allemagne \| Team DSM \| + 1 s \| \| 3e \| Julie Van de Velde \| Belgique \| Plantur-Pura \| + 31 s \| \| 4e \| Josie Nelson \| Royaume-Uni \| Coop-Hitec Products \| + 38 s \| \| 5e \| Alexandra Manly \| Australie \| Team BikeExchange-Jayco \| + 38 s \| \| 6e \| Tamara Dronova \| Russie \| Roland Cogeas-Edelweiss Squad \| + 38 s \| \| 7e \| Anouska Koster \| Pays-Bas \| Team Jumbo-Visma \| + 38 s \| \| 8e \| Esmée Peperkamp \| Pays-Bas \| Team DSM \| + 38 s \| \| 9e \| Lucinda Brand \| Pays-Bas \| Trek-Segafredo \| + 38 s \| \| 10e \| Neve Bradbury \| Australie \| Canyon-SRAM Racing \| + 38 s \| |                       |             |                               |                 |
| |                       |             |                               |                 |
| Source : ProCyclingStats |                       |             |                               |                 |
| Classement de l'étape |                       |             |                               |                 |
| Coureuse | Coureuse              | Pays        | Équipe                        | Temps           |
| 1re | Cecilie Uttrup Ludwig | Danemark    | FDJ-Suez-Futuroscope          | 3 h 26 min 24 s |
| 2e | Liane Lippert         | Allemagne   | Team DSM                      | + 1 s           |
| 3e | Julie Van de Velde    | Belgique    | Plantur-Pura                  | + 31 s          |
| 4e | Josie Nelson          | Royaume-Uni | Coop-Hitec Products           | + 38 s          |
| 5e | Alexandra Manly       | Australie   | Team BikeExchange-Jayco       | + 38 s          |
| 6e | Tamara Dronova        | Russie      | Roland Cogeas-Edelweiss Squad | + 38 s          |
| 7e | Anouska Koster        | Pays-Bas    | Team Jumbo-Visma              | + 38 s          |
| 8e | Esmée Peperkamp       | Pays-Bas    | Team DSM                      | + 38 s          |
| 9e | Lucinda Brand         | Pays-Bas    | Trek-Segafredo                | + 38 s          |
| 10e | Neve Bradbury         | Australie   | Canyon-SRAM Racing            | + 38 s          |

| \| Classement général \| Classement général \| Classement général \| Classement général \| Classement général \| \| Coureuse \| Coureuse \| Pays \| Équipe \| Temps \| \| ------------------ \| --------------------- \| ------------------ \| ----------------------------- \| ------------------ \| \| 1re \| Cecilie Uttrup Ludwig \| Danemark \| FDJ-Suez-Futuroscope \| 16 h 48 min 30 s \| \| 2e \| Liane Lippert \| Allemagne \| Team DSM \| + 17 s \| \| 3e \| Alexandra Manly \| Australie \| Team BikeExchange-Jayco \| + 44 s \| \| 4e \| Julie Van de Velde \| Belgique \| Plantur-Pura \| + 55 s \| \| 5e \| Tamara Dronova \| Russie \| Roland Cogeas-Edelweiss Squad \| + 1 min 00 s \| \| 6e \| Neve Bradbury \| Australie \| Canyon-SRAM Racing \| + 1 min 00 s \| \| 7e \| Katrine Aalerud \| Norvège \| Movistar Team \| + 1 min 00 s \| \| 8e \| Anouska Koster \| Pays-Bas \| Team Jumbo-Visma \| + 1 min 06 s \| \| 9e \| Esmée Peperkamp \| Pays-Bas \| Team DSM \| + 1 min 06 s \| \| 10e \| Lucinda Brand \| Pays-Bas \| Trek-Segafredo \| + 1 min 08 s \| |                       |           |                               |                  |
| |                       |           |                               |                  |
| Source : ProCyclingStats |                       |           |                               |                  |
| Classement général |                       |           |                               |                  |
| Coureuse | Coureuse              | Pays      | Équipe                        | Temps            |
| 1re | Cecilie Uttrup Ludwig | Danemark  | FDJ-Suez-Futuroscope          | 16 h 48 min 30 s |
| 2e | Liane Lippert         | Allemagne | Team DSM                      | + 17 s           |
| 3e | Alexandra Manly       | Australie | Team BikeExchange-Jayco       | + 44 s           |
| 4e | Julie Van de Velde    | Belgique  | Plantur-Pura                  | + 55 s           |
| 5e | Tamara Dronova        | Russie    | Roland Cogeas-Edelweiss Squad | + 1 min 00 s     |
| 6e | Neve Bradbury         | Australie | Canyon-SRAM Racing            | + 1 min 00 s     |
| 7e | Katrine Aalerud       | Norvège   | Movistar Team                 | + 1 min 00 s     |
| 8e | Anouska Koster        | Pays-Bas  | Team Jumbo-Visma              | + 1 min 06 s     |
| 9e | Esmée Peperkamp       | Pays-Bas  | Team DSM                      | + 1 min 06 s     |
| 10e | Lucinda Brand         | Pays-Bas  | Trek-Segafredo                | + 1 min 08 s     |

### 6eétape
Un groupe de cinq coureuses se forme dans les dix premiers kilomètres. Il comprend : Katia Ragusa, Sylvie Swinkels, April Tacey, Maud Rijnbeek et Femke Markus. Son avance atteint cinq minutes vingt-cinq. Il est repris à vingt kilomètres de l'arrivée. Jeanne Korevaar sort à quatorze kilomètres du but. Presque reprise à cinq kilomètres de la ligne, Anouska Koster part à son tour et la dépasse. À deux-kilomètre et demi de l'arrivée, Liane Lippert joue son va-tout. Cecilie Uttrup Ludwig est attentive et la reprend. Koster est reprise aux deux cents mètres. Marianne Vos gagne le sprint.
| \| Classement de l'étape \| Classement de l'étape \| Classement de l'étape \| Classement de l'étape \| Classement de l'étape \| \| Coureuse \| Coureuse \| Pays \| Équipe \| Temps \| \| --------------------- \| --------------------- \| --------------------- \| ----------------------------- \| --------------------- \| \| 1re \| Marianne Vos \| Pays-Bas \| Team Jumbo-Visma \| 4 h 01 min 25 s \| \| 2e \| Shari Bossuyt \| Belgique \| Canyon-SRAM Racing \| + 0 s \| \| 3e \| Barbara Guarischi \| Italie \| Movistar Team \| + 0 s \| \| 4e \| Sofia Bertizzolo \| Italie \| UAE Team ADQ \| + 0 s \| \| 5e \| Lucinda Brand \| Pays-Bas \| Trek-Segafredo \| + 0 s \| \| 6e \| Nina Kessler \| Pays-Bas \| Team BikeExchange-Jayco \| + 0 s \| \| 7e \| Tamara Dronova \| Russie \| Roland Cogeas-Edelweiss Squad \| + 0 s \| \| 8e \| Alexandra Manly \| Australie \| Team BikeExchange-Jayco \| + 0 s \| \| 9e \| Anouska Koster \| Pays-Bas \| Team Jumbo-Visma \| + 0 s \| \| 10e \| Gladys Verhulst \| France \| Le Col-Wahoo \| + 0 s \| |                   |           |                               |                 |
| |                   |           |                               |                 |
| Source : ProCyclingStats |                   |           |                               |                 |
| Classement de l'étape |                   |           |                               |                 |
| Coureuse | Coureuse          | Pays      | Équipe                        | Temps           |
| 1re | Marianne Vos      | Pays-Bas  | Team Jumbo-Visma              | 4 h 01 min 25 s |
| 2e | Shari Bossuyt     | Belgique  | Canyon-SRAM Racing            | + 0 s           |
| 3e | Barbara Guarischi | Italie    | Movistar Team                 | + 0 s           |
| 4e | Sofia Bertizzolo  | Italie    | UAE Team ADQ                  | + 0 s           |
| 5e | Lucinda Brand     | Pays-Bas  | Trek-Segafredo                | + 0 s           |
| 6e | Nina Kessler      | Pays-Bas  | Team BikeExchange-Jayco       | + 0 s           |
| 7e | Tamara Dronova    | Russie    | Roland Cogeas-Edelweiss Squad | + 0 s           |
| 8e | Alexandra Manly   | Australie | Team BikeExchange-Jayco       | + 0 s           |
| 9e | Anouska Koster    | Pays-Bas  | Team Jumbo-Visma              | + 0 s           |
| 10e | Gladys Verhulst   | France    | Le Col-Wahoo                  | + 0 s           |

## Classements finals

### Classement général final
| \| Classement général \| Classement général \| Classement général \| Classement général \| Classement général \| \| Coureuse \| Coureuse \| Pays \| Équipe \| Temps \| \| ------------------ \| --------------------- \| ------------------ \| ----------------------------- \| ------------------ \| \| 1re \| Cecilie Uttrup Ludwig \| Danemark \| FDJ-Suez-Futuroscope \| 20 h 49 min 55 s \| \| 2e \| Liane Lippert \| Allemagne \| Team DSM \| + 17 s \| \| 3e \| Alexandra Manly \| Australie \| Team BikeExchange-Jayco \| + 44 s \| \| 4e \| Tamara Dronova \| Russie \| Roland Cogeas-Edelweiss Squad \| + 1 min 00 s \| \| 5e \| Neve Bradbury \| Australie \| Canyon-SRAM Racing \| + 1 min 00 s \| \| 6e \| Julie Van de Velde \| Belgique \| Plantur-Pura \| + 1 min 03 s \| \| 7e \| Anouska Koster \| Pays-Bas \| Team Jumbo-Visma \| + 1 min 06 s \| \| 8e \| Lucinda Brand \| Pays-Bas \| Trek-Segafredo \| + 1 min 08 s \| \| 9e \| Katrine Aalerud \| Norvège \| Movistar Team \| + 1 min 08 s \| \| 10e \| Erica Magnaldi \| Italie \| UAE Team ADQ \| + 1 min 09 s \| |                       |           |                               |                  |
| |                       |           |                               |                  |
| Source : ProCyclingStats |                       |           |                               |                  |
| Classement général |                       |           |                               |                  |
| Coureuse | Coureuse              | Pays      | Équipe                        | Temps            |
| 1re | Cecilie Uttrup Ludwig | Danemark  | FDJ-Suez-Futuroscope          | 20 h 49 min 55 s |
| 2e | Liane Lippert         | Allemagne | Team DSM                      | + 17 s           |
| 3e | Alexandra Manly       | Australie | Team BikeExchange-Jayco       | + 44 s           |
| 4e | Tamara Dronova        | Russie    | Roland Cogeas-Edelweiss Squad | + 1 min 00 s     |
| 5e | Neve Bradbury         | Australie | Canyon-SRAM Racing            | + 1 min 00 s     |
| 6e | Julie Van de Velde    | Belgique  | Plantur-Pura                  | + 1 min 03 s     |
| 7e | Anouska Koster        | Pays-Bas  | Team Jumbo-Visma              | + 1 min 06 s     |
| 8e | Lucinda Brand         | Pays-Bas  | Trek-Segafredo                | + 1 min 08 s     |
| 9e | Katrine Aalerud       | Norvège   | Movistar Team                 | + 1 min 08 s     |
| 10e | Erica Magnaldi        | Italie    | UAE Team ADQ                  | + 1 min 09 s     |

### UCI World Tour

#### Points attribués
| Position                  | 1er | 2e  | 3e  | 4e  | 5e  | 6e  | 7e  | 8e  | 9e | 10e | 11e | 12e | 13e | 14e | 15e | 16e à 20e | 21e à 30e | 31e à 40e |  |  |
| Classement général        | 400 | 320 | 260 | 220 | 180 | 140 | 120 | 100 | 80 | 68  | 56  | 48  | 40  | 32  | 28  | 24        | 16        | 8         |  |  |
| Étapes et demi-étapes     | 50  | 40  | 30  | 25  | 20  | 18  | 15  | 10  | 8  | 6   |     |     |     |     |     |           |           |           |  |  |
| Port du maillot de leader | 8   |     |     |     |     |     |     |     |    |     |     |     |     |     |     |           |           |           |  |  |

### Classements annexes
| Classement par points | Classement par points | Classement par points | Classement par points   | Classement par points |
| Coureuse              | Coureuse              | Pays                  | Équipe                  | Points                |
| --------------------- | --------------------- | --------------------- | ----------------------- | --------------------- |
| 1re                   | Alison Jackson        | Canada                | Liv Racing Xstra        | 36 pts                |
| 2e                    | Marianne Vos          | Pays-Bas              | Team Jumbo-Visma        | 29 pts                |
| 3e                    | Eline Van Rooijen     | Pays-Bas              | AG Insurance NXTG       | 17 pts                |
| 4e                    | Shari Bossuyt         | Belgique              | Canyon-SRAM Racing      | 15 pts                |
| 5e                    | Alexandra Manly       | Australie             | Team BikeExchange-Jayco | 12 pts                |

| Classement par points | Classement par points | Classement par points | Classement par points   | Classement par points |
| Coureuse              | Coureuse              | Pays                  | Équipe                  | Points                |
| --------------------- | --------------------- | --------------------- | ----------------------- | --------------------- |
| 1re                   | Alison Jackson        | Canada                | Liv Racing Xstra        | 36 pts                |
| 2e                    | Marianne Vos          | Pays-Bas              | Team Jumbo-Visma        | 29 pts                |
| 3e                    | Eline Van Rooijen     | Pays-Bas              | AG Insurance NXTG       | 17 pts                |
| 4e                    | Shari Bossuyt         | Belgique              | Canyon-SRAM Racing      | 15 pts                |
| 5e                    | Alexandra Manly       | Australie             | Team BikeExchange-Jayco | 12 pts                |

| Classement de la montagne | Classement de la montagne | Classement de la montagne | Classement de la montagne | Classement de la montagne |
| Coureuse                  | Coureuse                  | Pays                      | Équipe                    | Points                    |
| ------------------------- | ------------------------- | ------------------------- | ------------------------- | ------------------------- |
| 1re                       | Amber Kraak               | Pays-Bas                  | Team Jumbo-Visma          | 33 pts                    |
| 2e                        | Josie Nelson              | Royaume-Uni               | Coop-Hitec Products       | 13 pts                    |
| 3e                        | Anouska Koster            | Pays-Bas                  | Team Jumbo-Visma          | 12 pts                    |
| 4e                        | Cecilie Uttrup Ludwig     | Danemark                  | FDJ-Suez-Futuroscope      | 10 pts                    |
| 5e                        | Marianne Vos              | Pays-Bas                  | Team Jumbo-Visma          | 10 pts                    |

| Classement de la montagne | Classement de la montagne | Classement de la montagne | Classement de la montagne | Classement de la montagne |
| Coureuse                  | Coureuse                  | Pays                      | Équipe                    | Points                    |
| ------------------------- | ------------------------- | ------------------------- | ------------------------- | ------------------------- |
| 1re                       | Amber Kraak               | Pays-Bas                  | Team Jumbo-Visma          | 33 pts                    |
| 2e                        | Josie Nelson              | Royaume-Uni               | Coop-Hitec Products       | 13 pts                    |
| 3e                        | Anouska Koster            | Pays-Bas                  | Team Jumbo-Visma          | 12 pts                    |
| 4e                        | Cecilie Uttrup Ludwig     | Danemark                  | FDJ-Suez-Futuroscope      | 10 pts                    |
| 5e                        | Marianne Vos              | Pays-Bas                  | Team Jumbo-Visma          | 10 pts                    |

| Classement du meilleur jeune | Classement du meilleur jeune | Classement du meilleur jeune | Classement du meilleur jeune | Classement du meilleur jeune |
| Coureuse                     | Coureuse                     | Pays                         | Équipe                       | Temps                        |
| ---------------------------- | ---------------------------- | ---------------------------- | ---------------------------- | ---------------------------- |
| 1re                          | Neve Bradbury                | Australie                    | Canyon-SRAM Racing           | 20 h 50 min 55 s             |
| 2e                           | Shari Bossuyt                | Belgique                     | Canyon-SRAM Racing           | + 2 min 00 s                 |
| 3e                           | Femke Gerritse               | Pays-Bas                     | Parkhotel Valkenburg         | + 2 min 08 s                 |
| 4e                           | Blanka Vas                   | Hongrie                      | SD Worx                      | + 2 min 14 s                 |
| 5e                           | Mischa Bredewold             | Pays-Bas                     | Parkhotel Valkenburg         | + 2 min 26 s                 |

| Classement du meilleur jeune | Classement du meilleur jeune | Classement du meilleur jeune | Classement du meilleur jeune | Classement du meilleur jeune |
| Coureuse                     | Coureuse                     | Pays                         | Équipe                       | Temps                        |
| ---------------------------- | ---------------------------- | ---------------------------- | ---------------------------- | ---------------------------- |
| 1re                          | Neve Bradbury                | Australie                    | Canyon-SRAM Racing           | 20 h 50 min 55 s             |
| 2e                           | Shari Bossuyt                | Belgique                     | Canyon-SRAM Racing           | + 2 min 00 s                 |
| 3e                           | Femke Gerritse               | Pays-Bas                     | Parkhotel Valkenburg         | + 2 min 08 s                 |
| 4e                           | Blanka Vas                   | Hongrie                      | SD Worx                      | + 2 min 14 s                 |
| 5e                           | Mischa Bredewold             | Pays-Bas                     | Parkhotel Valkenburg         | + 2 min 26 s                 |

| Classement par équipes | Classement par équipes  | Classement par équipes | Classement par équipes |
| Équipe                 | Équipe                  | Pays                   | Temps                  |
| ---------------------- | ----------------------- | ---------------------- | ---------------------- |
| 1re                    | Team DSM                | Pays-Bas               | 62 h 33 min 32 s       |
| 2e                     | Team BikeExchange-Jayco | Australie              | + 3 min 41 s           |
| 3e                     | Plantur-Pura            | Belgique               | + 4 min 09 s           |
| 4e                     | UAE Team ADQ            | Émirats arabes unis    | + 4 min 57 s           |
| 5e                     | FDJ-Suez                | France                 | + 5 min 37 s           |

| Classement par équipes | Classement par équipes  | Classement par équipes | Classement par équipes |
| Équipe                 | Équipe                  | Pays                   | Temps                  |
| ---------------------- | ----------------------- | ---------------------- | ---------------------- |
| 1re                    | Team DSM                | Pays-Bas               | 62 h 33 min 32 s       |
| 2e                     | Team BikeExchange-Jayco | Australie              | + 3 min 41 s           |
| 3e                     | Plantur-Pura            | Belgique               | + 4 min 09 s           |
| 4e                     | UAE Team ADQ            | Émirats arabes unis    | + 4 min 57 s           |
| 5e                     | FDJ-Suez                | France                 | + 5 min 37 s           |

## Évolution des classements
| Étape              |                    | Vainqueur _           | Classement général    | Classement par points | Meilleure grimpeuse _ | Meilleure jeune | Meilleure équipe _      |
| ------------------ | ------------------ | --------------------- | --------------------- | --------------------- | --------------------- | --------------- | ----------------------- |
| 1re étape          | étape de plaine    | Marianne Vos          | Marianne Vos          | Alison Jackson        | Amber Kraak           | Megan Jastrab   | Valcar-Travel & Service |
| 2e étape           | étape de plaine    | Marianne Vos          | Marianne Vos          | Alison Jackson        | Amber Kraak           | Megan Jastrab   | Team DSM                |
| 3e étape           | étape de plaine    | Marianne Vos          | Marianne Vos          | Alison Jackson        | Amber Kraak           | Shari Bossuyt   | UAE Team ADQ            |
| 4e étape           | étape vallonnée    | Alexandra Manly       | Marianne Vos          | Alison Jackson        | Amber Kraak           | Shari Bossuyt   | UAE Team ADQ            |
| 5e étape           | étape de montagne  | Cecilie Uttrup Ludwig | Cecilie Uttrup Ludwig | Alison Jackson        | Amber Kraak           | Neve Bradbury   | Team DSM                |
| 6e étape           | étape de plaine    | Marianne Vos          | Cecilie Uttrup Ludwig | Alison Jackson        | Amber Kraak           | Neve Bradbury   | Team DSM                |
| Classements finals | Classements finals |                       | Cecilie Uttrup Ludwig | Alison Jackson        | Amber Kraak           | Neve Bradbury   | Team DSM                |

## Liste des participantes
| Légende                             | Légende                                                                                                  | Légende                                | Légende                                                                                         |
| ----------------------------------- | --- | -------------------------------------- | ----------------------------------------------------------------------------------------------- |
| Num                                 | Dossard de départ porté par le coureur sur cette Tour de Norvège féminine                                | Pos                                    | Position finale au classement général                                                           |
| Leader du classement général        | Indique le vainqueur du classement général                                                               | Leader du classement par points        | Indique le vainqueur du classement par points                                                   |
| Leader du classement de la montagne | Indique le vainqueur du classement de la montagne                                                        | Leader du classement du meilleur jeune | Indique le vainqueur du classement du meilleur jeune                                            |
|                                     | Indique un maillot de champion national ou mondial, suivi de sa spécialité                               | #                                      | Indique la meilleure équipe                                                                     |
| NP                                  | Indique un coureur qui n'a pas pris le départ d'une étape, suivi du numéro de l'étape où il s'est retiré | AB                                     | Indique un coureur qui n'a pas terminé une étape, suivi du numéro de l'étape où il s'est retiré |
| HD                                  | Indique un coureur qui a terminé une étape hors des délais, suivi du numéro de l'étape                   | DSQ                                    | Indique un coureur qui a été disqualifié de la course, suivi du numéro de l'étape               |
| *                                   | Indique un coureur en lice pour le classement du meilleur jeune (coureurs nés après le )                 |                                        |                                                                                                 |

| Movistar Team MOV | Movistar Team MOV       | Movistar Team MOV |
| ----------------- | ----------------------- | ----------------- |
| Num               | Coureuse                | Pos               |
| 1                 | Katrine Aalerud (NOR)   | 9e                |
| 2                 | Sarah Gigante (AUS)     | 30e               |
| 3                 | Barbara Guarischi (ITA) | 73e               |
| 4                 | Sara Martín (ESP)       | 83e               |
| 5                 | Lourdes Oyarbide (ESP)  | 75e               |
| 6                 | Gloria Rodríguez (ESP)  | 90e               |

| Uno-X Pro Cycling Team UXT | Uno-X Pro Cycling Team UXT  | Uno-X Pro Cycling Team UXT |
| -------------------------- | --------------------------- | -------------------------- |
| Num                        | Coureuse                    | Pos                        |
| 11                         | Susanne Andersen (NOR)      | 69e                        |
| 12                         | Marte Berg Edseth (NOR)     | AB                         |
| 13                         | Joscelin Lowden (GBR)       | 36e                        |
| 14                         | Wilma Olausson (SWE)        | 64e                        |
| 15                         | Mie Bjørndal Ottestad (NOR) | AB-5                       |
| 16                         | Anne Dorthe Ysland (NOR)    | NP-5                       |

| FDJ-Suez-Futuroscope FSF | FDJ-Suez-Futuroscope FSF            | FDJ-Suez-Futuroscope FSF |
| ------------------------ | ----------------------------------- | ------------------------ |
| Num                      | Coureuse                            | Pos                      |
| 21                       | Cecilie Uttrup Ludwig (DEN) (route) | 1re                      |
| 22                       | Brodie Chapman (AUS)                | AB-4                     |
| 23                       | Eugénie Duval (FRA)                 | 38e                      |
| 24                       | Emilia Fahlin (SWE)                 | 71e                      |
| 25                       | Stine Borgli (NOR)                  | 25e                      |
| 26                       | Jade Wiel (FRA)                     | 50e                      |

| Liv Racing Xstra LIV | Liv Racing Xstra LIV   | Liv Racing Xstra LIV |
| -------------------- | ---------------------- | -------------------- |
| Num                  | Coureuse               | Pos                  |
| 31                   | Valerie Demey (BEL)    | 48e                  |
| 32                   | Alison Jackson (CAN)   | 19e                  |
| 33                   | Marta Jaskulska (POL)  | 34e                  |
| 34                   | Jeanne Korevaar (NED)  | 26e                  |
| 35                   | Tereza Neumanová (CZE) | 61e                  |
| 36                   | Katia Ragusa (ITA)     | 70e                  |

| Canyon-SRAM Racing CSR | Canyon-SRAM Racing CSR | Canyon-SRAM Racing CSR |
| ---------------------- | ---------------------- | ---------------------- |
| Num                    | Coureuse               | Pos                    |
| 41                     | Alice Barnes (GBR)     | 74e                    |
| 42                     | Shari Bossuyt (BEL)    | 15e                    |
| 43                     | Neve Bradbury (AUS)    | 5e                     |
| 44                     | Ella Harris (NZL)      | 58e                    |
| 45                     | Mikayla Harvey (NZL)   | 60e                    |
| 46                     | Sarah Roy (AUS)        | 62e                    |

| Team BikeExchange-Jayco BEX | Team BikeExchange-Jayco BEX | Team BikeExchange-Jayco BEX |
| --------------------------- | --------------------------- | --------------------------- |
| Num                         | Coureuse                    | Pos                         |
| 51                          | Jessica Allen (AUS)         | 82e                         |
| 52                          | Arianna Fidanza (ITA)       | AB-6                        |
| 53                          | Alexandra Manly (AUS)       | 3e                          |
| 54                          | Ruby Roseman-Gannon (AUS)   | 20e                         |
| 55                          | Georgia Williams (NZL)      | 22e                         |
| 56                          | Nina Kessler (NED)          | 68e                         |

| Team DSM DSM | Team DSM DSM                | Team DSM DSM |
| ------------ | --------------------------- | ------------ |
| Num          | Coureuse                    | Pos          |
| 61           | Léa Curinier (FRA)          | 46e          |
| 62           | Megan Jastrab (USA)         | 56e          |
| 63           | Leah Kirchmann (CAN)        | 42e          |
| 64           | Floortje Mackaij (NED)      | 12e          |
| 65           | Esmée Peperkamp (NED)       | 11e          |
| 66           | Liane Lippert (GER) (route) | 2e           |

| Team Jumbo-Visma TJV | Team Jumbo-Visma TJV      | Team Jumbo-Visma TJV |
| -------------------- | ------------------------- | -------------------- |
| Num                  | Coureuse                  | Pos                  |
| 71                   | Marianne Vos (NED)        | 14e                  |
| 72                   | Carlijn Achtereekte (NED) | 65e                  |
| 73                   | Anouska Koster (NED)      | 7e                   |
| 74                   | Amber Kraak (NED)         | 66e                  |
| 75                   | Linda Riedmann (GER)      | 57e                  |

| Trek-Segafredo TFS | Trek-Segafredo TFS                | Trek-Segafredo TFS |
| ------------------ | --------------------------------- | ------------------ |
| Num                | Coureuse                          | Pos                |
| 81                 | Elynor Bäckstedt (GBR)            | 76e                |
| 82                 | Lucinda Brand (NED)               | 8e                 |
| 83                 | Amalie Dideriksen (DEN)           | NP-3               |
| 84                 | Lauretta Hanson (AUS)             | 77e                |
| 85                 | Chloe Hosking (AUS)               | 79e                |
| 86                 | Audrey Cordon-Ragot (FRA) (route) | AB-3               |

| UAE Team ADQ UAD | UAE Team ADQ UAD       | UAE Team ADQ UAD |
| ---------------- | ---------------------- | ---------------- |
| Num              | Coureuse               | Pos              |
| 91               | Sofia Bertizzolo (ITA) | 28e              |
| 92               | Maaike Boogaard (NED)  | AB-5             |
| 93               | Eugenia Bujak (SLO)    | 17e              |
| 94               | Erica Magnaldi (ITA)   | 10e              |
| 95               | Sophie Wright (GBR)    | 86e              |
| 96               | Laura Tomasi (ITA)     | 47e              |

| Roland Cogeas-Edelweiss Squad CGS | Roland Cogeas-Edelweiss Squad CGS | Roland Cogeas-Edelweiss Squad CGS |
| --------------------------------- | --------------------------------- | --------------------------------- |
| Num                               | Coureuse                          | Pos                               |
| 102                               | Hannah Buch (GER)                 | 92e                               |
| 103                               | Tamara Dronova (RUS) (route)      | 4e                                |
| 104                               | Caroline Chauveau (SUI)           | AB-2                              |
| 105                               | Léa Stern (SUI)                   | 93e                               |
| 106                               | Anna Gabrielle Traxler (CAN)      | 94e                               |

| SD Worx SDW | SD Worx SDW              | SD Worx SDW |
| ----------- | ------------------------ | ----------- |
| Num         | Coureuse                 | Pos         |
| 111         | Elena Cecchini (ITA)     | 63e         |
| 112         | Anna Shackley (GBR)      | NP-5        |
| 113         | Sina Frei (SUI)          | 24e         |
| 114         | Blanka Vas (HUN) (route) | 18e         |
| 115         | Niamh Fisher-Black (NZL) | NP-5        |
| 116         | Demi Vollering (NED)     | NP-5        |

| Coop-Hitec Products HPU | Coop-Hitec Products HPU  | Coop-Hitec Products HPU |
| ----------------------- | ------------------------ | ----------------------- |
| Num                     | Coureuse                 | Pos                     |
| 121                     | Ingvild Gåskjenn (NOR)   | 29e                     |
| 122                     | Mari Hole Mohr (NOR)     | 33e                     |
| 123                     | Josie Nelson (GBR)       | 49e                     |
| 124                     | Nicole Steigenga (NED)   | 80e                     |
| 125                     | Sylvie Swinkels (NED)    | 88e                     |
| 126                     | Caroline Andersson (SWE) | AB-5                    |

| Le Col-Wahoo DRP | Le Col-Wahoo DRP      | Le Col-Wahoo DRP |
| ---------------- | --------------------- | ---------------- |
| Num              | Coureuse              | Pos              |
| 131              | Eluned King (GBR)     | 67e              |
| 132              | Flora Perkins (GBR)   | 53e              |
| 133              | April Tacey (GBR)     | 72e              |
| 134              | Alice Towers (GBR)    | 41e              |
| 135              | Eva van Agt (NED)     | 13e              |
| 136              | Gladys Verhulst (FRA) | 43e              |

| Parkhotel Valkenburg PHV | Parkhotel Valkenburg PHV   | Parkhotel Valkenburg PHV |
| ------------------------ | -------------------------- | ------------------------ |
| Num                      | Coureuse                   | Pos                      |
| 141                      | Mischa Bredewold (NED)     | 21e                      |
| 142                      | Femke Markus (NED)         | 59e                      |
| 143                      | Lieke Nooijen (NED)        | 52e                      |
| 144                      | Rosalie Van der Wolf (NED) | 84e                      |
| 145                      | Kirstie van Haaften (NED)  | 37e                      |
| 146                      | Femke Gerritse (NED)       | 16e                      |

| Plantur-Pura PLP | Plantur-Pura PLP               | Plantur-Pura PLP |
| ---------------- | ------------------------------ | ---------------- |
| Num              | Coureuse                       | Pos              |
| 151              | Marthe Truyen (BEL)            | AB-6             |
| 152              | Justine Ghekiere (BEL)         | 32e              |
| 153              | Yara Kastelijn (NED)           | AB-5             |
| 154              | Marion Norbert-Riberolle (BEL) | 81e              |
| 155              | Julie Van de Velde (BEL)       | 6e               |
| 156              | Annemarie Worst (NED)          | 31e              |

| Valcar-Travel & Service VAL | Valcar-Travel & Service VAL | Valcar-Travel & Service VAL |
| --------------------------- | --------------------------- | --------------------------- |
| Num                         | Coureuse                    | Pos                         |
| 161                         | Anastasia Carbonari (LAT)   | 51e                         |
| 162                         | Karolina Kumięga (POL)      | AB-6                        |
| 163                         | Federica Piergiovanni (ITA) | 23e                         |
| 164                         | Elena Pirrone (ITA)         | AB-5                        |
| 165                         | Elizabeth Stannard (AUS)    | 35e                         |
| 166                         | Margaux Vigié (FRA)         | 44e                         |

| AG Insurance NXTG AGI | AG Insurance NXTG AGI   | AG Insurance NXTG AGI |
| --------------------- | ----------------------- | --------------------- |
| Num                   | Coureuse                | Pos                   |
| 171                   | Maureen Arens (NED)     | 45e                   |
| 172                   | Julia Borgström (SWE)   | 27e                   |
| 173                   | Amber Aernouts (NED)    | 91e                   |
| 174                   | Britt Knaven (BEL)      | NP-2                  |
| 175                   | Eline Van Rooijen (NED) | 85e                   |
| 176                   | Maud Rijnbeek (NED)     | 55e                   |

| Danemark DEN | Danemark DEN                | Danemark DEN |
| ------------ | --------------------------- | ------------ |
| Num          | Coureuse                    | Pos          |
| 181          | Marie-Louise Hartz Krogager | AB-5         |
| 182          | Maja Winther Brandt         | 87e          |
| 183          | Trine Holmsgaard            | 40e          |
| 184          | Josefine Huitfeldt          | AB-5         |
| 185          | Marita Jensen               | 78e          |
| 186          | Mia Sofie Rützou            | AB-4         |

| Norvège NOR | Norvège NOR             | Norvège NOR |
| ----------- | ----------------------- | ----------- |
| Num         | Coureuse                | Pos         |
| 191         | Malin Eriksen (route)   | 54e         |
| 192         | Martine Gjøs            | AB-4        |
| 193         | Sigrid Ytterhus Haugset | 39e         |
| 194         | Magdalene Lind          | 89e         |
| 195         | Elise Marie Olsen       | AB-3        |
| 196         | Emelie Utvik            | AB-3        |

| Movistar Team MOV | Movistar Team MOV       | Movistar Team MOV |
| ----------------- | ----------------------- | ----------------- |
| Num               | Coureuse                | Pos               |
| 1                 | Katrine Aalerud (NOR)   | 9e                |
| 2                 | Sarah Gigante (AUS)     | 30e               |
| 3                 | Barbara Guarischi (ITA) | 73e               |
| 4                 | Sara Martín (ESP)       | 83e               |
| 5                 | Lourdes Oyarbide (ESP)  | 75e               |
| 6                 | Gloria Rodríguez (ESP)  | 90e               |

| Uno-X Pro Cycling Team UXT | Uno-X Pro Cycling Team UXT  | Uno-X Pro Cycling Team UXT |
| -------------------------- | --------------------------- | -------------------------- |
| Num                        | Coureuse                    | Pos                        |
| 11                         | Susanne Andersen (NOR)      | 69e                        |
| 12                         | Marte Berg Edseth (NOR)     | AB                         |
| 13                         | Joscelin Lowden (GBR)       | 36e                        |
| 14                         | Wilma Olausson (SWE)        | 64e                        |
| 15                         | Mie Bjørndal Ottestad (NOR) | AB-5                       |
| 16                         | Anne Dorthe Ysland (NOR)    | NP-5                       |

| FDJ-Suez-Futuroscope FSF | FDJ-Suez-Futuroscope FSF            | FDJ-Suez-Futuroscope FSF |
| ------------------------ | ----------------------------------- | ------------------------ |
| Num                      | Coureuse                            | Pos                      |
| 21                       | Cecilie Uttrup Ludwig (DEN) (route) | 1re                      |
| 22                       | Brodie Chapman (AUS)                | AB-4                     |
| 23                       | Eugénie Duval (FRA)                 | 38e                      |
| 24                       | Emilia Fahlin (SWE)                 | 71e                      |
| 25                       | Stine Borgli (NOR)                  | 25e                      |
| 26                       | Jade Wiel (FRA)                     | 50e                      |

| Liv Racing Xstra LIV | Liv Racing Xstra LIV   | Liv Racing Xstra LIV |
| -------------------- | ---------------------- | -------------------- |
| Num                  | Coureuse               | Pos                  |
| 31                   | Valerie Demey (BEL)    | 48e                  |
| 32                   | Alison Jackson (CAN)   | 19e                  |
| 33                   | Marta Jaskulska (POL)  | 34e                  |
| 34                   | Jeanne Korevaar (NED)  | 26e                  |
| 35                   | Tereza Neumanová (CZE) | 61e                  |
| 36                   | Katia Ragusa (ITA)     | 70e                  |

| Canyon-SRAM Racing CSR | Canyon-SRAM Racing CSR | Canyon-SRAM Racing CSR |
| ---------------------- | ---------------------- | ---------------------- |
| Num                    | Coureuse               | Pos                    |
| 41                     | Alice Barnes (GBR)     | 74e                    |
| 42                     | Shari Bossuyt (BEL)    | 15e                    |
| 43                     | Neve Bradbury (AUS)    | 5e                     |
| 44                     | Ella Harris (NZL)      | 58e                    |
| 45                     | Mikayla Harvey (NZL)   | 60e                    |
| 46                     | Sarah Roy (AUS)        | 62e                    |

| Team BikeExchange-Jayco BEX | Team BikeExchange-Jayco BEX | Team BikeExchange-Jayco BEX |
| --------------------------- | --------------------------- | --------------------------- |
| Num                         | Coureuse                    | Pos                         |
| 51                          | Jessica Allen (AUS)         | 82e                         |
| 52                          | Arianna Fidanza (ITA)       | AB-6                        |
| 53                          | Alexandra Manly (AUS)       | 3e                          |
| 54                          | Ruby Roseman-Gannon (AUS)   | 20e                         |
| 55                          | Georgia Williams (NZL)      | 22e                         |
| 56                          | Nina Kessler (NED)          | 68e                         |

| Team DSM DSM | Team DSM DSM                | Team DSM DSM |
| ------------ | --------------------------- | ------------ |
| Num          | Coureuse                    | Pos          |
| 61           | Léa Curinier (FRA)          | 46e          |
| 62           | Megan Jastrab (USA)         | 56e          |
| 63           | Leah Kirchmann (CAN)        | 42e          |
| 64           | Floortje Mackaij (NED)      | 12e          |
| 65           | Esmée Peperkamp (NED)       | 11e          |
| 66           | Liane Lippert (GER) (route) | 2e           |

| Team Jumbo-Visma TJV | Team Jumbo-Visma TJV      | Team Jumbo-Visma TJV |
| -------------------- | ------------------------- | -------------------- |
| Num                  | Coureuse                  | Pos                  |
| 71                   | Marianne Vos (NED)        | 14e                  |
| 72                   | Carlijn Achtereekte (NED) | 65e                  |
| 73                   | Anouska Koster (NED)      | 7e                   |
| 74                   | Amber Kraak (NED)         | 66e                  |
| 75                   | Linda Riedmann (GER)      | 57e                  |

| Trek-Segafredo TFS | Trek-Segafredo TFS                | Trek-Segafredo TFS |
| ------------------ | --------------------------------- | ------------------ |
| Num                | Coureuse                          | Pos                |
| 81                 | Elynor Bäckstedt (GBR)            | 76e                |
| 82                 | Lucinda Brand (NED)               | 8e                 |
| 83                 | Amalie Dideriksen (DEN)           | NP-3               |
| 84                 | Lauretta Hanson (AUS)             | 77e                |
| 85                 | Chloe Hosking (AUS)               | 79e                |
| 86                 | Audrey Cordon-Ragot (FRA) (route) | AB-3               |

| UAE Team ADQ UAD | UAE Team ADQ UAD       | UAE Team ADQ UAD |
| ---------------- | ---------------------- | ---------------- |
| Num              | Coureuse               | Pos              |
| 91               | Sofia Bertizzolo (ITA) | 28e              |
| 92               | Maaike Boogaard (NED)  | AB-5             |
| 93               | Eugenia Bujak (SLO)    | 17e              |
| 94               | Erica Magnaldi (ITA)   | 10e              |
| 95               | Sophie Wright (GBR)    | 86e              |
| 96               | Laura Tomasi (ITA)     | 47e              |

| Roland Cogeas-Edelweiss Squad CGS | Roland Cogeas-Edelweiss Squad CGS | Roland Cogeas-Edelweiss Squad CGS |
| --------------------------------- | --------------------------------- | --------------------------------- |
| Num                               | Coureuse                          | Pos                               |
| 102                               | Hannah Buch (GER)                 | 92e                               |
| 103                               | Tamara Dronova (RUS) (route)      | 4e                                |
| 104                               | Caroline Chauveau (SUI)           | AB-2                              |
| 105                               | Léa Stern (SUI)                   | 93e                               |
| 106                               | Anna Gabrielle Traxler (CAN)      | 94e                               |

| SD Worx SDW | SD Worx SDW              | SD Worx SDW |
| ----------- | ------------------------ | ----------- |
| Num         | Coureuse                 | Pos         |
| 111         | Elena Cecchini (ITA)     | 63e         |
| 112         | Anna Shackley (GBR)      | NP-5        |
| 113         | Sina Frei (SUI)          | 24e         |
| 114         | Blanka Vas (HUN) (route) | 18e         |
| 115         | Niamh Fisher-Black (NZL) | NP-5        |
| 116         | Demi Vollering (NED)     | NP-5        |

| Coop-Hitec Products HPU | Coop-Hitec Products HPU  | Coop-Hitec Products HPU |
| ----------------------- | ------------------------ | ----------------------- |
| Num                     | Coureuse                 | Pos                     |
| 121                     | Ingvild Gåskjenn (NOR)   | 29e                     |
| 122                     | Mari Hole Mohr (NOR)     | 33e                     |
| 123                     | Josie Nelson (GBR)       | 49e                     |
| 124                     | Nicole Steigenga (NED)   | 80e                     |
| 125                     | Sylvie Swinkels (NED)    | 88e                     |
| 126                     | Caroline Andersson (SWE) | AB-5                    |

| Le Col-Wahoo DRP | Le Col-Wahoo DRP      | Le Col-Wahoo DRP |
| ---------------- | --------------------- | ---------------- |
| Num              | Coureuse              | Pos              |
| 131              | Eluned King (GBR)     | 67e              |
| 132              | Flora Perkins (GBR)   | 53e              |
| 133              | April Tacey (GBR)     | 72e              |
| 134              | Alice Towers (GBR)    | 41e              |
| 135              | Eva van Agt (NED)     | 13e              |
| 136              | Gladys Verhulst (FRA) | 43e              |

| Parkhotel Valkenburg PHV | Parkhotel Valkenburg PHV   | Parkhotel Valkenburg PHV |
| ------------------------ | -------------------------- | ------------------------ |
| Num                      | Coureuse                   | Pos                      |
| 141                      | Mischa Bredewold (NED)     | 21e                      |
| 142                      | Femke Markus (NED)         | 59e                      |
| 143                      | Lieke Nooijen (NED)        | 52e                      |
| 144                      | Rosalie Van der Wolf (NED) | 84e                      |
| 145                      | Kirstie van Haaften (NED)  | 37e                      |
| 146                      | Femke Gerritse (NED)       | 16e                      |

| Plantur-Pura PLP | Plantur-Pura PLP               | Plantur-Pura PLP |
| ---------------- | ------------------------------ | ---------------- |
| Num              | Coureuse                       | Pos              |
| 151              | Marthe Truyen (BEL)            | AB-6             |
| 152              | Justine Ghekiere (BEL)         | 32e              |
| 153              | Yara Kastelijn (NED)           | AB-5             |
| 154              | Marion Norbert-Riberolle (BEL) | 81e              |
| 155              | Julie Van de Velde (BEL)       | 6e               |
| 156              | Annemarie Worst (NED)          | 31e              |

| Valcar-Travel & Service VAL | Valcar-Travel & Service VAL | Valcar-Travel & Service VAL |
| --------------------------- | --------------------------- | --------------------------- |
| Num                         | Coureuse                    | Pos                         |
| 161                         | Anastasia Carbonari (LAT)   | 51e                         |
| 162                         | Karolina Kumięga (POL)      | AB-6                        |
| 163                         | Federica Piergiovanni (ITA) | 23e                         |
| 164                         | Elena Pirrone (ITA)         | AB-5                        |
| 165                         | Elizabeth Stannard (AUS)    | 35e                         |
| 166                         | Margaux Vigié (FRA)         | 44e                         |

| AG Insurance NXTG AGI | AG Insurance NXTG AGI   | AG Insurance NXTG AGI |
| --------------------- | ----------------------- | --------------------- |
| Num                   | Coureuse                | Pos                   |
| 171                   | Maureen Arens (NED)     | 45e                   |
| 172                   | Julia Borgström (SWE)   | 27e                   |
| 173                   | Amber Aernouts (NED)    | 91e                   |
| 174                   | Britt Knaven (BEL)      | NP-2                  |
| 175                   | Eline Van Rooijen (NED) | 85e                   |
| 176                   | Maud Rijnbeek (NED)     | 55e                   |

| Danemark DEN | Danemark DEN                | Danemark DEN |
| ------------ | --------------------------- | ------------ |
| Num          | Coureuse                    | Pos          |
| 181          | Marie-Louise Hartz Krogager | AB-5         |
| 182          | Maja Winther Brandt         | 87e          |
| 183          | Trine Holmsgaard            | 40e          |
| 184          | Josefine Huitfeldt          | AB-5         |
| 185          | Marita Jensen               | 78e          |
| 186          | Mia Sofie Rützou            | AB-4         |

| Norvège NOR | Norvège NOR             | Norvège NOR |
| ----------- | ----------------------- | ----------- |
| Num         | Coureuse                | Pos         |
| 191         | Malin Eriksen (route)   | 54e         |
| 192         | Martine Gjøs            | AB-4        |
| 193         | Sigrid Ytterhus Haugset | 39e         |
| 194         | Magdalene Lind          | 89e         |
| 195         | Elise Marie Olsen       | AB-3        |
| 196         | Emelie Utvik            | AB-3        |